# Valentin Conrart

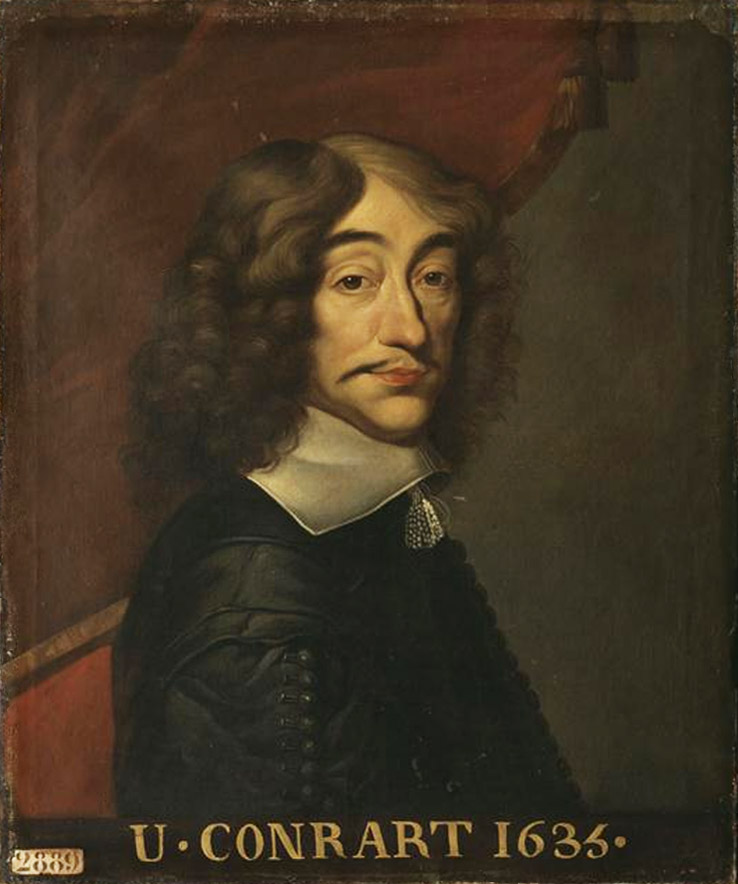
Valentin Conrart, 1635

Valentin Conrart (* 1603 in Paris; † 23. September 1675) war ein französischer Literat und Gründungsmitglied der Académie française.

## Leben
Conrart war Sohn eines wohlhabenden Pariser Kaufmanns aus der protestantischen Minderheit in Frankreich und absolvierte zunächst eine kaufmännische Ausbildung. 1627 erwarb er das Amt eines Königlichen Rates und Sekretärs, mit dem wenig Mühe, aber ein adelsartiger Status verbunden war. Hiernach widmete er sich, von seinem Vermögen lebend, überwiegend seinen literarischen und gesellschaftlichen Interessen.
Allgemein anerkannt dank seiner verbindlichen und integrativen Persönlichkeit, verkehrte er als häufiger Gast in den Salons der Marquise de Rambouillet, Madame de Sablés und Mademoiselle de Scudérys, die ihn in ihrem Roman Le Grand Cyrus unter dem Namen „Théodame“ porträtierte. Er selbst versammelte in seinem Haus einen eigenen Literatenkreis, zu dem u. a. Jean Chapelain, Claude Favre de Vaugelas, Antoine Godeau, Jean Desmarets de Saint-Sorlin, Jean-Louis Guez de Balzac (1597–1654) und Vincent Voiture zählten.
Aus dieser Vereinigung ging 1635 als Folge einer Initiative des allmächtigen Ministers Kardinal de Richelieu die Académie française hervor, deren erster ständiger Sekretär Conrart wurde und bis zu seinem Tod blieb.
So spielte er in der Anfangsphase der Académie eine wichtige Rolle bei der Erarbeitung ihrer Statuten und bei den Verhandlungen mit Richelieu über deren Genehmigung und mit dem König wegen ihrer Bestätigung. Auch gewann er den Justizminister (chancelier) Pierre Séguier als Mitglied und Schutzherrn, bei dem hinfort die Sitzungen stattfanden, und kümmerte sich um die Registrierung des königlichen Bestätigungserlasses durch das Parlement von Paris. Später führte er die Protokolle und Akten der Académie, vertrat diese mit Geschick und Würde nach außen und trug viel dazu bei, dass sie rasch zu einer geachteten Institution wurde.
Geschrieben hat Conrart nur wenig, publiziert noch weniger, daher der oft angeführte Vers von Nicolas Boileau: « J'imite de Conrart le silence prudent » (Ich nehme mir ein Beispiel an C.s vorsichtigem Schweigen). Außer einigen Gedichten liegt von ihm nur eine postum (1681) gedruckte Briefsammlung und ein Bericht über die Fronde-Unruhen vor (Mémoires sur l’histoire de son temps, abgedruckt 1825 in den Mémoires pour servir à l’histoire de France von Louis Jean Nicolas Monmerqué). Die Pariser Bibliothèque de l’Arsenal besitzt weitere als Manuskript nachgelassene Schriften.